# Shigeki Morimoto
Shigeki Morimoto (japonés: 森本 茂樹, romanizado: Morimoto Shigeki, nacido el 1 de octubre de 1967) es un diseñador de videojuegos y programador que trabaja actualmente en Game Freak. Ha estado involucrado en casi todos los juegos de la serie principal de Pokémon desde Pokémon Rojo y Azul, donde fue uno de los programadores y el creador del sistema de combates y del Pokémon Mew. Desde entonces, Morimoto ha trabajado como el director de los juegos más recientes de la serie.

## Juegos
| Año  | Juego                                    | Posición                                   |
| ---- | ---------------------------------------- | ------------------------------------------ |
| 1993 | Mario & Wario                            | Diseñador de mapas                         |
| 1996 | Pokémon Rojo y Verde                     | Programador y diseñador de monstruos       |
| 1996 | Pokémon Azul                             | Programador y diseñador de monstruos       |
| 1997 | Bushi Seiryūden: Futari Ningún Yūsha     | Diseñador de mapas, balanceador            |
| 1998 | Game Boy Camera                          | Agradecimientos especiales                 |
| 1998 | Pokemon Stadium                          | Diseñador de personajes                    |
| 1998 | Pokémon Amarillo                         | Programador                                |
| 1999 | Pokémon Oro y Plata                      | Programador, diseñador del juego           |
| 2000 | Pokémon Cristal                          | Programador, diseñador del juego           |
| 2000 | Pokémon Stadium 2                        | Diseñador de personajes                    |
| 2001 | Super Smash Bros. Melee                  | Personal de los juegos de origen (Pokémon) |
| 2002 | Pokémon Rubí y Zafiro                    | Director de combates, diseñador del juego  |
| 2003 | Pokémon Colosseum                        | Asesor                                     |
| 2004 | Pokémon Rojo Fuego y Verde Hoja          | Director de combates, diseñador del juego  |
| 2004 | Pokémon Esmeralda                        | Director                                   |
| 2005 | Pokémon XD: Tempestad Oscura             | Asesor                                     |
| 2006 | Pokémon Diamante y Perla                 | Director de combates, diseñador del juego  |
| 2006 | Pokémon Battle Revolution                | Asesor                                     |
| 2008 | Super Smash Bros. Brawl                  | Personal de los juegos de origen (Pokémon) |
| 2008 | Pokémon Platino                          | Diseñador del juego                        |
| 2009 | Pokémon Oro HeartGold y Plata SoulSilver | Director                                   |
| 2010 | Pokémon Negro y Blanco                   | Diseñador del juego                        |
| 2012 | Pokémon Negro 2 y Blanco 2               | Diseñador del juego                        |
| 2013 | Pocket Card Jockey                       | Especial                                   |
| 2013 | Pokémon X e Y                            | Diseñador de combates                      |
| 2016 | Pokémon Sol y Luna                       | Diseñador de combates                      |
| 2017 | Pokémon Ultrasol y Ultraluna             | Diseñador de combates                      |
| 2019 | Little Town Hero                         | Supervisor                                 |
| 2019 | Pokémon Espada y Escudo                  | Diseñador de combates                      |